# Canon de 155 mm modèle 1920
Le canon de 155 mm modèle 1920 est un canon naval de calibre moyen utilisé par la marine française durant la Seconde Guerre mondiale.

## Conception
Ce canon de 50 calibres (longueur du tube : 7,75 mètres) est muni d’une culasse s’ouvrant vers le haut avec un tube auto-fretté et pesant 8,87 tonnes. Il tire des obus semi-perforants et des obus explosifs de 59 kg à une distance maximale de 25 000 mètres pour les obus perforants et de 26 100 mètres pour les obus explosifs (+40°), à raison de 3 à 6 coups par minute.
La tourelle double pèse 80 tonnes et permet aux canons de 155 mm abrités de pointer en site de -5° à +40°, à raison de 6° par seconde, et en azimut sur 280° (140° sur chaque bord), à raison de 6,4° par seconde.
La dotation en munitions est de 125 coups par canon, soit 1 000 coups, dont 160 coups d’entrainement et 30 coups éclairants.

## Utilisation
Lorsque la marine nationale se releva du premier conflit mondial, elle se montra plus attentive à reconstituer les forces légères et notamment compenser la carence en termes d’éclaireurs rapides, les croiseurs cuirassés s’étant montrés inadaptés à cette mission.Elle fit ainsi construire trois croiseurs légers de classe Duguay-Trouin (Duguay-Trouin, Primauguet et Lamotte-Picquet) d’environ 8 000 tonnes, peu protégés (à tel point qu’on a pu les comparer à de gros contre-torpilleurs sans oublier leur très lourd armement en torpilles avec douze tubes et vingt-quatre engins) et armés de 8 canons de 155 mm en quatre tourelles doubles.
Ce canon de 155 mm va aussi équiper le porte-avions Béarn à raison de 8 canons en casemates, pour lui permettre de contrer une attaque de torpilleurs ; et le croiseur-école Jeanne d’Arc, une version réduite des Duguay-Trouin avec toujours 8 canons de 155 mm en quatre tourelles doubles.
En 1948, ce canon est encore en service puisque deux des trois croiseurs de classe Duguay-Trouin et le croiseur-école Jeanne d’Arc sont encore en service, sans oublier que certains canons du croiseur léger Lamotte-Picquet et du Béarn ont été réutilisés pour la défense côtière, à Djibouti pour le premier et en métropole pour le second.